# The Rugby Championship 2022
El Rugby Championship 2022 fue la décima edición del torneo comenzado en 2012, que incluyó a los cuatro seleccionados de las asociaciones miembros de la SANZAAR: Argentina, Australia, Sudáfrica y Nueva Zelanda.
El torneo fue reestructurado por primera vez desde que Argentina se unió a la competencia, y cada equipo jugó sus partidos tanto de local como de visitante. Cada país fue anfitrión de tres partidos, pero no de manera uniforme entre las naciones competidoras. Argentina recibió a Australia dos veces y a Sudáfrica una vez; Australia recibió a Sudáfrica dos veces y a Nueva Zelanda una vez; Nueva Zelanda recibió a Argentina dos veces y a Australia una vez; y Sudáfrica recibió a Nueva Zelanda dos veces y a Argentina una vez.

## Modo de disputa
El torneo fue disputado con el sistema de todos contra todos. Cada partido duró 80 minutos divididos en dos partes de 40 minutos.
Los cuatro participantes se agruparon en una tabla general teniendo en cuenta los resultados de los partidos mediante un sistema de puntuación, la cual se repartió:
- 4 puntos por victoria.
- 2 puntos por empate.
- 0 puntos por derrota.

También se otorgó punto bonus, ofensivo y defensivo:
- El punto bonus ofensivo se obtendría al marcar tres (3) o más ensayos que el oponente.
- El punto bonus defensivo se obtendría al perder por una diferencia de hasta siete (7) puntos.

Para determinar la posición de cada equipo, se utilizó la cantidad de puntos obtenidos y en el caso de que existiese un empate en puntos, la posición se determinaría a favor de aquel equipo que cumpliese con el siguiente listado, y de no existir diferencia, la posición se sortearía.
1. Más cantidad de victorias obtenidas.
2. Más cantidad de victorias contra el otro equipo en cuestión.
3. Mayor diferencia de puntos (puntos a favor menos puntos en contra).
4. Mayor diferencia de puntos (puntos a favor menos puntos en contra) en los partidos entre ambos equipos.
5. Mayor cantidad de tries anotados en la competencia.

## Equipos participantes
| Argentina | Australia | Nueva Zelanda | Sudáfrica  |
| --------- | --------- | ------------- | ---------- |
| Pumas     | Wallabies | All Blacks    | Springboks |

## Tabla de posiciones
| Pos. | Equipo        | Encuentros | Encuentros | Encuentros | Encuentros | Tantos | Tantos | Tantos | Bonus | Bonus | Puntos |
| Pos. | Equipo        | PJ         | PG         | PE         | PP         | F      | C      | Dif    | BO    | BD    | Puntos |
| ---- | ------------- | ---------- | ---------- | ---------- | ---------- | ------ | ------ | ------ | ----- | ----- | ------ |
| 1    | Nueva Zelanda | 6          | 4          | 0          | 2          | 195    | 128    | +67    | 2     | 1     | 19     |
| 2    | Sudáfrica     | 6          | 4          | 0          | 2          | 164    | 119    | +45    | 2     | 0     | 18     |
| 3    | Australia     | 6          | 2          | 0          | 4          | 142    | 194    | -52    | 1     | 1     | 10     |
| 4    | Argentina     | 6          | 2          | 0          | 4          | 143    | 203    | -60    | 1     | 0     | 9      |

## Resultados
BO: Punto de bonificación ofensivo.
BD: Punto de bonificación defensivo.

### Primera fecha
| 6 de agosto | Sudáfrica | 26 - 10 | Nueva Zelanda | Mbombela Stadium, Mbombela |  |

| 6 de agosto | Argentina | 26 - 41 BO | Australia | Estadio Malvinas Argentinas, Mendoza |  |

### Segunda fecha
| 13 de agosto | Sudáfrica | 23 - 35 | Nueva Zelanda | Ellis Park Stadium, Johannesburgo |  |

| 13 de agosto | Argentina | BO 48 - 17 | Australia | Estadio San Juan del Bicentenario, San Juan |  |

### Tercera fecha
| 27 de agosto | Australia | 25 - 17 | Sudáfrica | Adelaide Oval, Adelaida |  |

| 27 de agosto | Nueva Zelanda | BD 18 - 25 | Argentina | Orangetheory Stadium, Christchurch |  |

### Cuarta fecha
| 3 de septiembre | Nueva Zelanda | BO 53 - 3 | Argentina | Waikato Stadium, Hamilton |  |

| 3 de septiembre | Australia | 8 - 24 BO | Sudáfrica | Sydney Football Stadium, Sydney |  |

### Quinta fecha
| 15 de septiembre | Australia | BD 37 - 39 | Nueva Zelanda | Melbourne Cricket Ground, Melbourne |  |

| 17 de septiembre | Argentina | 20 - 36 BO | Sudáfrica | Estadio Libertadores de América, Buenos Aires |  |

### Sexta fecha
| 24 de septiembre | Nueva Zelanda | BO 40 - 14 | Australia | Eden Park, Auckland |  |

| 24 de septiembre | Sudáfrica | 38 - 21 | Argentina | Kings Park Stadium, Durban |  |

| Bandera de Nueva Zelanda |
| Campeón Nueva Zelanda    |
| Décimo noveno título     |

## Premios especiales
- Bledisloe Cup:  Nueva Zelanda
- Mandela Challenge Plate:  Australia
- Freedom Cup:  Nueva Zelanda
- Trofeo Puma:  Australia